# 여자들을 사랑한 남자
여자들을 사랑한 남자(L'homme qui aimait les femmes, The Man Who Loved Women)는 프랑스에서 제작된 프랑소와 트뤼포 감독의 1977년 코미디, 드라마, 멜로/로맨스 영화이다. 샤를르 드네 등이 주연으로 출연하였다.

## 출연

### 주연
- 샤를르 드네
- 브리지트 포시

### 조연
- 넬리 보르게우드
- 제네비에브 퐁타넬
- 레슬리 카론
- 나탈리 베이

## 제작진
- 미술: 장-피에르 코후-스벨코